# طاق سنگی (دالاهو)
بنای تاق سنگی مربوط به دوره ساسانیان است و در شهرستان دالاهو، بخش مرکزی، دهستان بان زرده، ۵۰۰ متری شمال روستای شالان واقع شده و این اثر در تاریخ ۲۶ اسفند ۱۳۸۶ با شمارهٔ ثبت ۲۱۷۶۰ به‌عنوان یکی از آثار ملی ایران به ثبت رسیده است.